# Megaloceros giganteus
Espèce
Synonymes
- Cervus giganteus Blumenbach, 1799 (protonyme)

 (septembre 2023).
Le cerf géant ou mégalocéros ou mégacéros (Megaloceros giganteus),, appelé autrefois le « grand cerf des tourbières », a été un des plus grands cervidés de tous les temps.
Il ressemblait à un daim de grande taille et ses bois mesuraient jusqu'à 3,50 m d'une extrémité à l'autre. Bien qu'il ait vécu dans toute l'Europe et dans une grande partie de l'Asie pendant un demi-million d'années avant son extinction récente, il est souvent appelé « élan irlandais » dans l'usage international à cause des nombreux spécimens découverts dans les tourbières d'Irlande du Quaternaire. Les derniers spécimens connus de cette espèce ont été datés par le carbone 14 de l'Holocène.

## Étymologie et nomenclature
L’anthropologue allemand Johann Friedrich Blumenbach décrit l’espèce sous le nom de Alce gigantea en 1799 puis le zoologiste français Anselme Gaëtan Desmarest le renomme Cervus hibernus en 1820. En 1825, Hart le renomme Cervus megaceros.
Le genre du « grand cerf des tourbières » a été nommé Megaloceros par Joshua Brookes en 1828 puis Megaceros par Richard Owen en 1844. Une analyse fine des publications de ces auteurs dans le cadre du Code international de nomenclature zoologique a amené Adrian Lister à conclure que le nom de Brooke a la priorité sur celui d’Owen.
Le nom de genre Megaloceros se décompose dans megalo- un élément repris au grec μεγαλο megalo tirés de μεγαλου « grand » et de l’étymon ceros emprunté au grec κερας keras « corne » soit finalement « grande corne ».
L’épithète spécifique giganteus adjectif latin s’analyse comme gigans « Géants » et le suffixe -eus de formation d’adjectif à partir d’un nom donc giganteus vaut « gigantesque ».

## Description

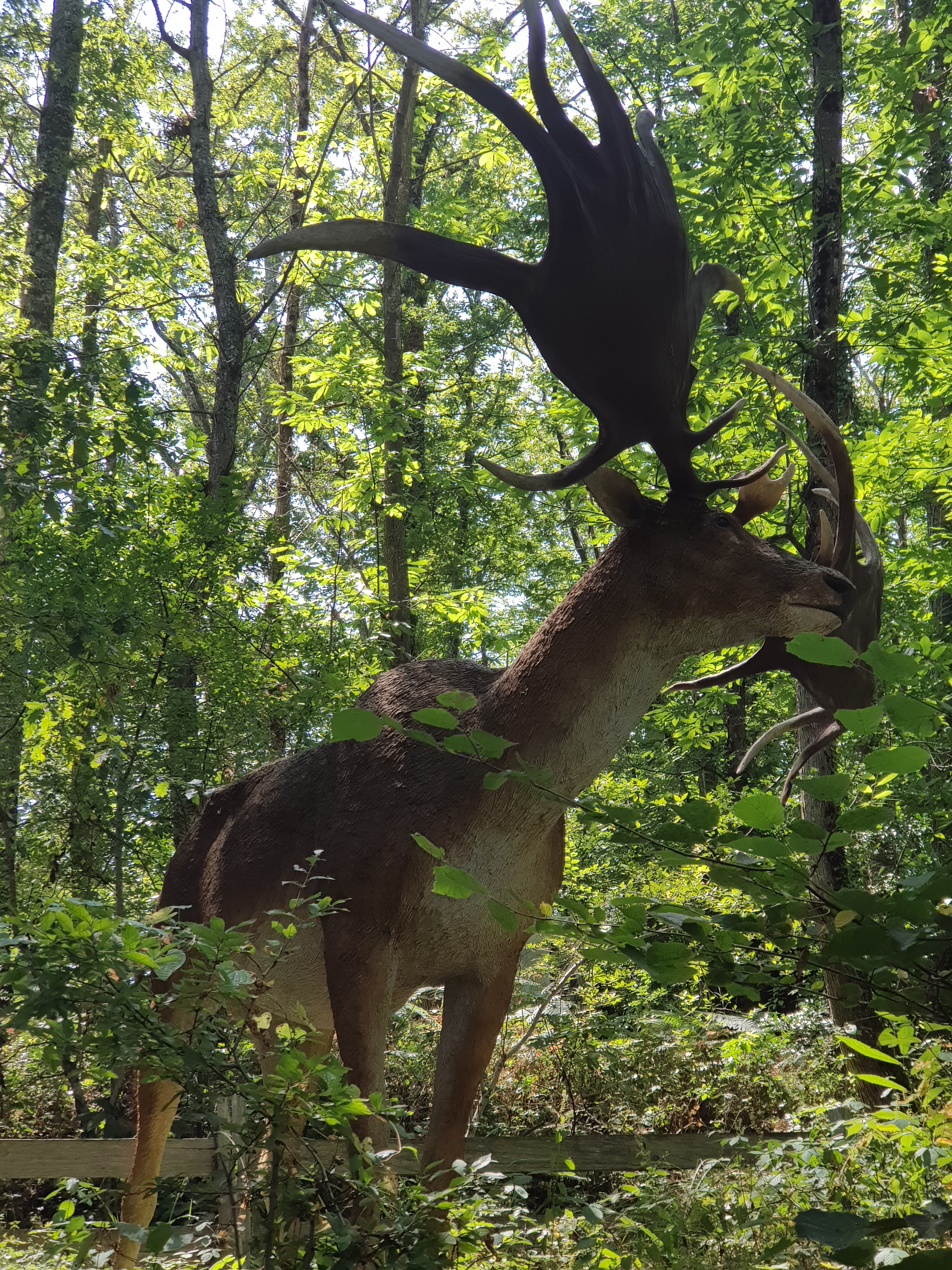
Mégaloceros au parc Xploria par Florent Rivère avec son aimable autorisation

Ce cerf géant atteignait une hauteur de 1,8 à 2 mètres au garrot,, dans le cas des mâles, soit presque autant que le plus grand des élans-cerfs. Il s'agissait d'une espèce avec un fort dimorphisme sexuel, car les femelles étaient bien plus petites et plus graciles que les mâles, outre qu'elles étaient dépourvues de leurs bois impressionnants. On peut trouver une importante collection de squelettes de M. giganteus au Musée d'histoire naturelle d'Irlande (en) à Dublin.

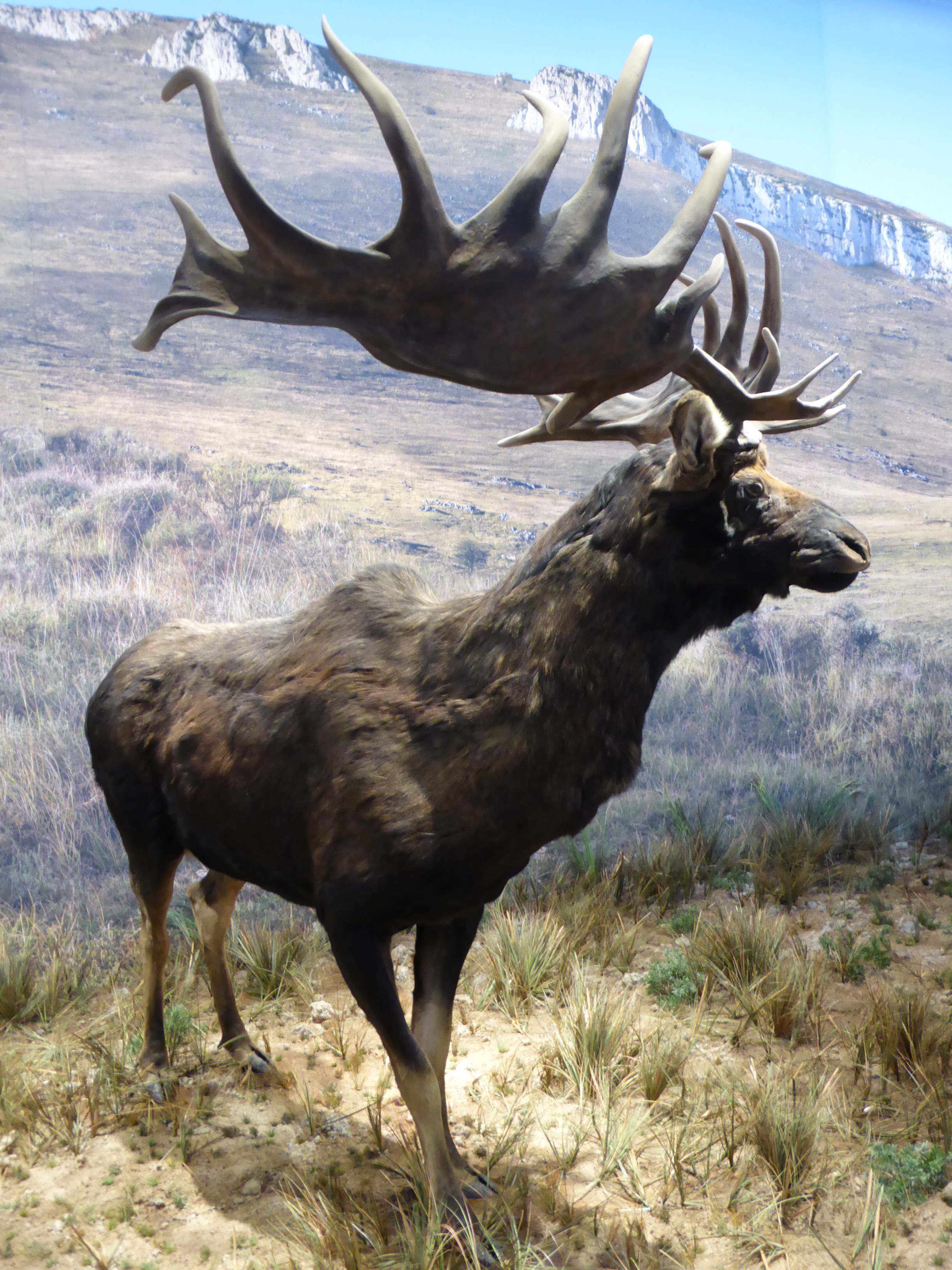
Reconstitution d'un mégacéros, Grotte Chauvet 2 - Ardèche

Traditionnellement, on a qualifié d'exagérée la taille des bois de l'élan irlandais. On y a vu le résultat d'une sélection sexuelle tellement poussée qu'elle a conduit l'espèce à sa disparition. Dans les ouvrages anciens, on voit souvent des illustrations montrant un cerf géant empêtré dans les broussailles et les arbres avec ses propres bois, devenant une proie facile pour un lion des cavernes ou un groupe d'hommes préhistoriques. En réalité, de telles représentations n'ont aucun sens : les cerfs géants ont survécu à quatre glaciations et vivaient surtout dans les toundras et les steppes ouvertes ou dans les réseaux de prairies et clairières entretenues par les nombreux troupeaux de mammouths, bisons, élans, rennes et autres aurochs et cervidés, et non dans les forêts fermées comme les cerfs européens et les daims aujourd'hui. Le cerf géant ne s'est pas éteint par la faute de ses bois, que d'ailleurs il ne portait qu'en automne et en hiver, à l'époque du rut.
Chez les cervidés, la taille des bois du mâle dépend de la taille du corps, mais selon une relation géométrique et non pas proportionnelle. Petits chez le chevreuil ou le pudu, les bois sont moyens chez le cerf et le daim et grands chez l'élan. Des paléontologues comme Stephen Jay Gould ont calculé que les bois des cervidés croissent de façon allométrique, c'est-à-dire qu'ils augmentent plus vite que la taille du corps, 2,5 fois plus rapidement selon Gould, et la taille des bois du Mégalocéros est conforme à cette relation,.
Gould fait l'hypothèse que cet animal, ayant profité d'un niveau moins élevé de la mer à l'époque de la dernière glaciation pour envahir les îles Britanniques, n'y a subsisté qu'autant que le paysage n'était pas couvert de forêts denses, ce qui se produira après la fin de la glaciation.
Des espèces insulaires naines comme Megaceros algarensis de Sardaigne, Megaceros cretensis de Crète ou Megaloceros cazioti de Corse ont des bois beaucoup plus petits et de proportions, tant en taille brute qu'en relation avec le reste du corps, plus semblables à celles des cervidés de leur taille qu'à celles de leur gigantesque cousin.
Les représentations de l'art pariétal paléolithique permettent de constater des variations dans la coloration et la longueur des poils selon les époques de l'année. Il semble qu'en été, les poils étaient plus courts et de couleur brune, rougeâtre ou fauve ; en hiver, avec la ramure pleinement développée, ils devenaient brun foncé sur le cou, les pattes et l'échine, tandis que la tête, le poitrail et le ventre étaient blancs ou jaunâtres. Sur les épaules s'étendait une zone plus foncée qui dessinait deux lignes latérales vers le cou, lignes qui se croisaient en formant un « collier » foncé au milieu du cou, et deux autres vers les flancs.

## Comportement
Les cerfs géants se nourrissaient grâce à l'herbe et aux jeunes pousses d'arbre abondant dans les grandes plaines froides qui couvraient l'Eurasie pendant une grande partie du Pléistocène. Il est probable que dans les périodes les plus froides de l'hiver, ils se retiraient légèrement vers les zones les plus méridionales de leur habitat. Comme prédateurs habituels les individus adultes n'avaient à redouter que le lion des cavernes, l'Homme de Néandertal et Homo sapiens. Les individus jeunes ou affaiblis pouvaient aussi être victimes des loups, des hyènes et des ours.
Comme le suggère leur fort dimorphisme sexuel, les cerfs géants étaient polygames. Tout comme d'autres cervidés, il est probable que les mâles se constituaient un harem de femelles à l'époque du rut après avoir combattu front contre front avec leurs rivaux masculins ; à la fin de l'hiver ces groupes se séparaient, la femelle restant seule à s'occuper de son unique petit.
De nombreux squelettes de jeunes mâles indiquent que les mâles cessaient de manger à l'époque du rut et se consacraient exclusivement à la lutte et à la reproduction, comme le font les cerfs européens actuels. Il en résultait de nombreuses morts parmi les mâles à cette époque, spécialement dans le cas des individus jeunes qui succombaient facilement devant la force plus grande des plus âgés et mouraient ensuite complètement épuisés sans avoir pu se reproduire. En outre, les besoins en calcium et en phosphate pour la formation des bois prédisposaient les mâles à l'ostéoporose ; ainsi la mortalité, déjà élevée, s'accroissait pendant les mauvaises années. Les changements de flore aux périodes chaudes privaient l'espèce des minéraux nécessaires dans plusieurs zones où la population se réduisait ou arrivait à disparaître.

## Évolution au cours des temps

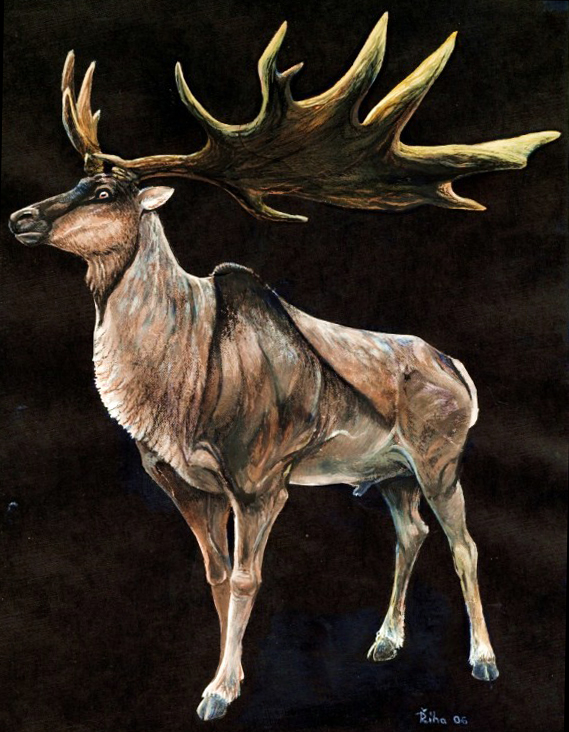
Reconstitution de Megalocéros.

Tout comme les autres mégacerinés, le Mégalocéros a ses origines dans les steppes asiatiques. On trouve l'espèce pour la première fois en Asie centrale et en Europe de l'Est il y a presque un demi-million d'années. Comme il était adapté à un climat froid et sec et à des espaces ouverts, le cerf géant étendait son domaine en Europe pendant les périodes froides. Quand la glaciation s'accentuait, il se réfugiait dans sa zone d'origine où il faisait plus chaud. À l'époque de leur plus grande extension, les cerfs géants sont arrivés jusqu'en Irlande et dans la Péninsule ibérique, mais jamais ils n'ont atteint l'Amérique, comme l'ont fait au contraire d'autres animaux comme le bison des steppes et le mammouth.
Avec la fin de la dernière période glaciaire, alors que les populations humaines s'étendaient vers le nord, l'espèce a rapidement diminué. On a découvert en 2000 dans l'Île de Man et dans le Sud de l'Écosse des restes fossiles qui dataient d'environ 7500 av. J.-C. Apparemment, une petite population avait suivi les glaces dans leur retrait vers le Nord et s'était retrouvée isolée là, où elle s'est éteinte, probablement victime de l'arrivée par le sud des chasseurs humains. En 2004 a eu lieu une découverte encore plus sensationnelle : à des milliers de kilomètres de là, au pied des montagnes de l'Oural, en Russie, on a trouvé des restes plus récents qui montraient l'existence des cerfs géants en Sibérie occidentale jusqu'aux environs de 5000 av. J.-C. On ignore dans quelle proportion la chasse a pu contribuer à sa disparition, mais cet animal a été consommé par les hommes préhistoriques. Le cerf géant, après avoir franchi sans encombre quatre cycles glaciaires, s'est éteint.

## Dans la culture populaire
Le mégalocéros est un des animaux de l'ère glaciaire les plus connus, au même titre que le mammouth laineux et le tigre à dent de sabre : plusieurs fictions, documentaires et jeux présentent l'animal.

### Bande dessinée
- Hypocrite, album de Jean-Claude Forest (Dargaud, 1973) : les personnages sont pourchassés par un mégalocéros-robot.
- L'Armée du nécromant (2006), par Alexandre Astier et Steven Dupré : le principal antagoniste de l'histoire est une liche nécromancienne coiffée d'un crâne de mégalocéros.

### Roman
- Reindeer Moon d'Elizabeth Marshall Thomas (1987, éd. française La Lune des rennes, Robert Laffont, 1998) : le mégalocéros est une des figures principales de ce roman qui se passe en Sibérie il y a 20 000 ans. L'auteure s'est inspirée de l'écosystème de la savane africaine et prête au « daim tacheté » un mode de vie similaire à celui de la girafe.

### Dessin animé
- Des mégalocéros sont des figures importantes du dessin animé "Riverdance: l'aventure animée" réalisé en 2021 par Cinésite

### Documentaire
- Des mégalocéros apparaissent dans la série documentaire Sur la terre des monstres disparus de la BBC.

### Jeux
- Ark: Survival Evolved : le mégalocéros est une des créatures du jeu que l'on retrouve dans le biome neige de la carte de base, il est apprivoisable et montable.
- Far Cry Primal : le mégalocéros est l'un des animaux du jeu appelé "Grand Élan". Étant un herbivore, il fuit le joueur mais attaque si ce dernier le provoque. Il existe une version rare de l'animal, roux au bois rouge, appelé "Grand Élan roux".
- Android: Carnivore Ice Age, il est présent dans cette application.

- Animal Crossing: New Horizons, le joueur peut recueillir un fossile de mégalocéros.

### Musique
- La pochette de l'album Skinty Fia du groupe Fontaines DC représente un cerf géant.